# Paracirrhites arcatus

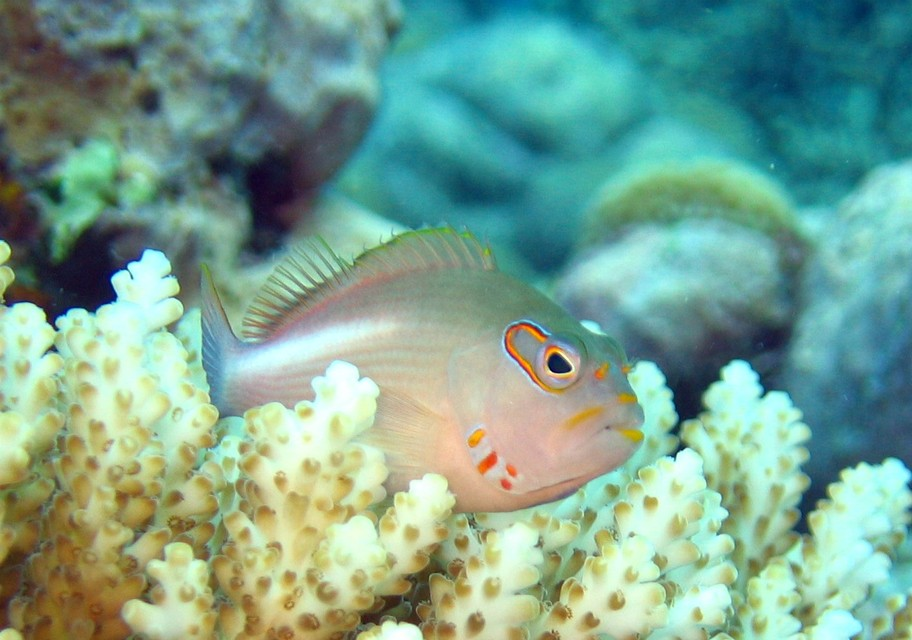
Exemplar de la Gran Barrera de Corall

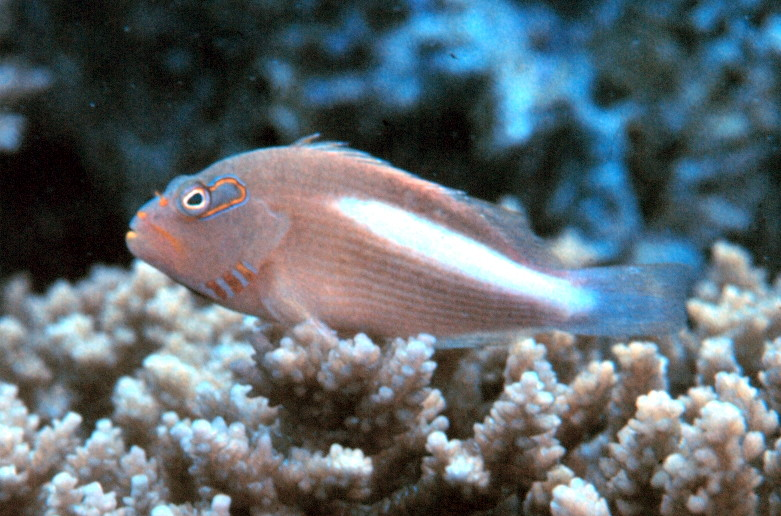
Exemplar de l'Atol Chuuk

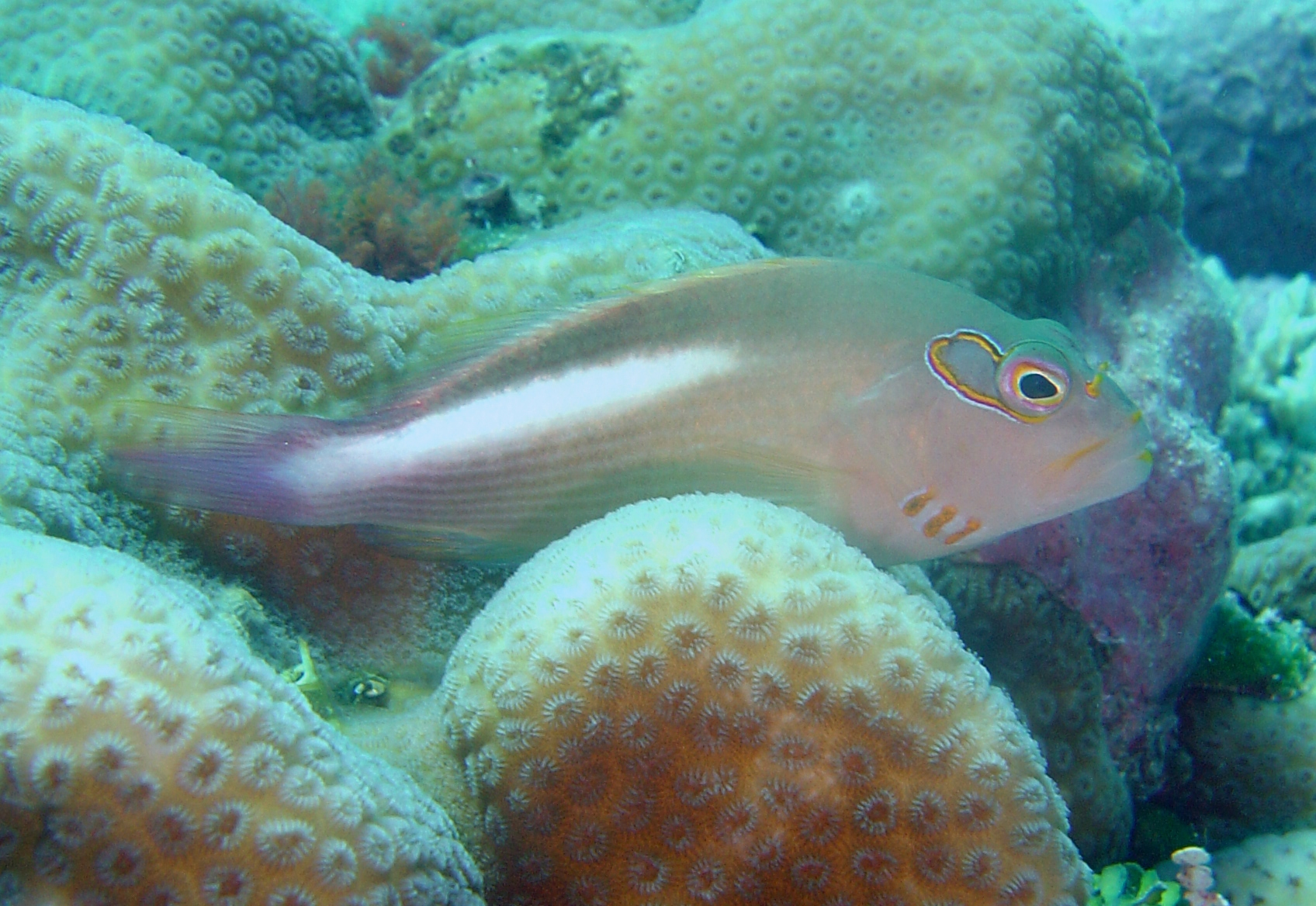
Exemplar de Guam

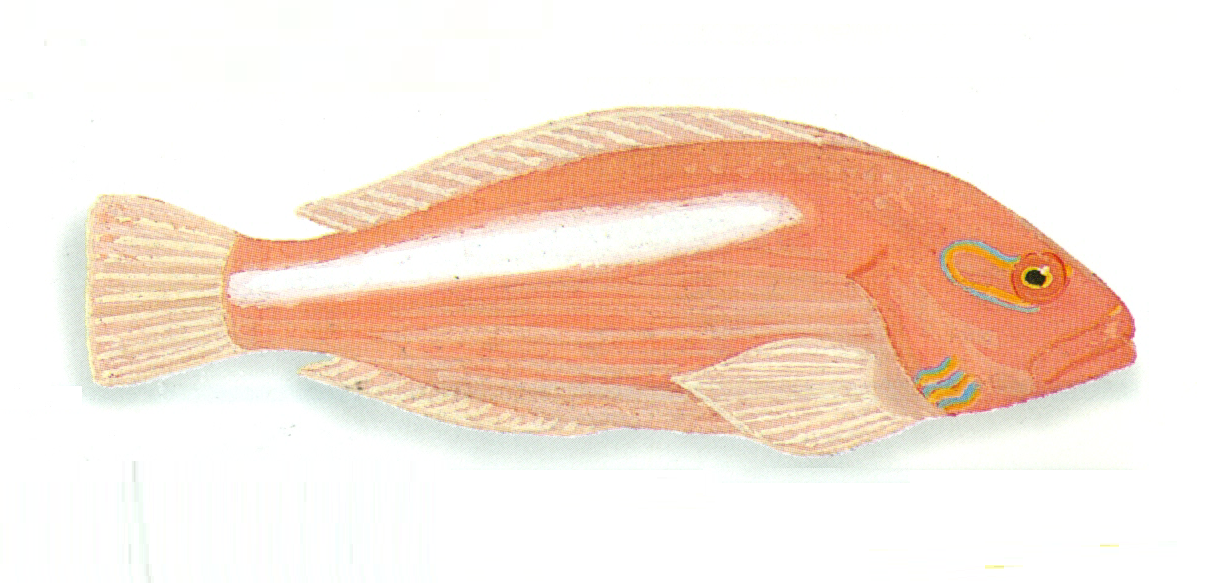
Dibuix detallat d'un Paracirrhites arcatus

Paracirrhites arcatus és una espècie de peix pertanyent a la família dels cirrítids.

## Descripció
- Pot arribar a fer 20 cm de llargària màxima.
- 10 espines i 11 radis tous a l'aleta dorsal i 3 espines i 6 radis tous a l'anal.
- Presenta una gran gamma de colors, però sempre té un anell que s'estén al voltant i darrere dels ulls.[3][4]

## Alimentació
Menja principalment gambes, peixets, crancs i d'altres crustacis.

## Depredadors
A la Polinèsia Francesa és depredat per Cephalopholis argus.

## Hàbitat
És un peix marí, bentònic, associat als esculls i de clima tropical (25 °C-27 °C; 32°N-28°S) que viu entre 1 i 91 m de fondària (normalment, entre 1 i 33) sobre coralls dels gèneres Stylophora, Pocillopora i Acropora.

## Distribució geogràfica
Es troba a la conca Indo-Pacífica: des de l'Àfrica oriental fins a les illes Hawaii, les illes de la Línia, Mangareva, el sud del Japó i Austràlia.

## Observacions
És inofensiu per als humans.